# Fort Abercrombie

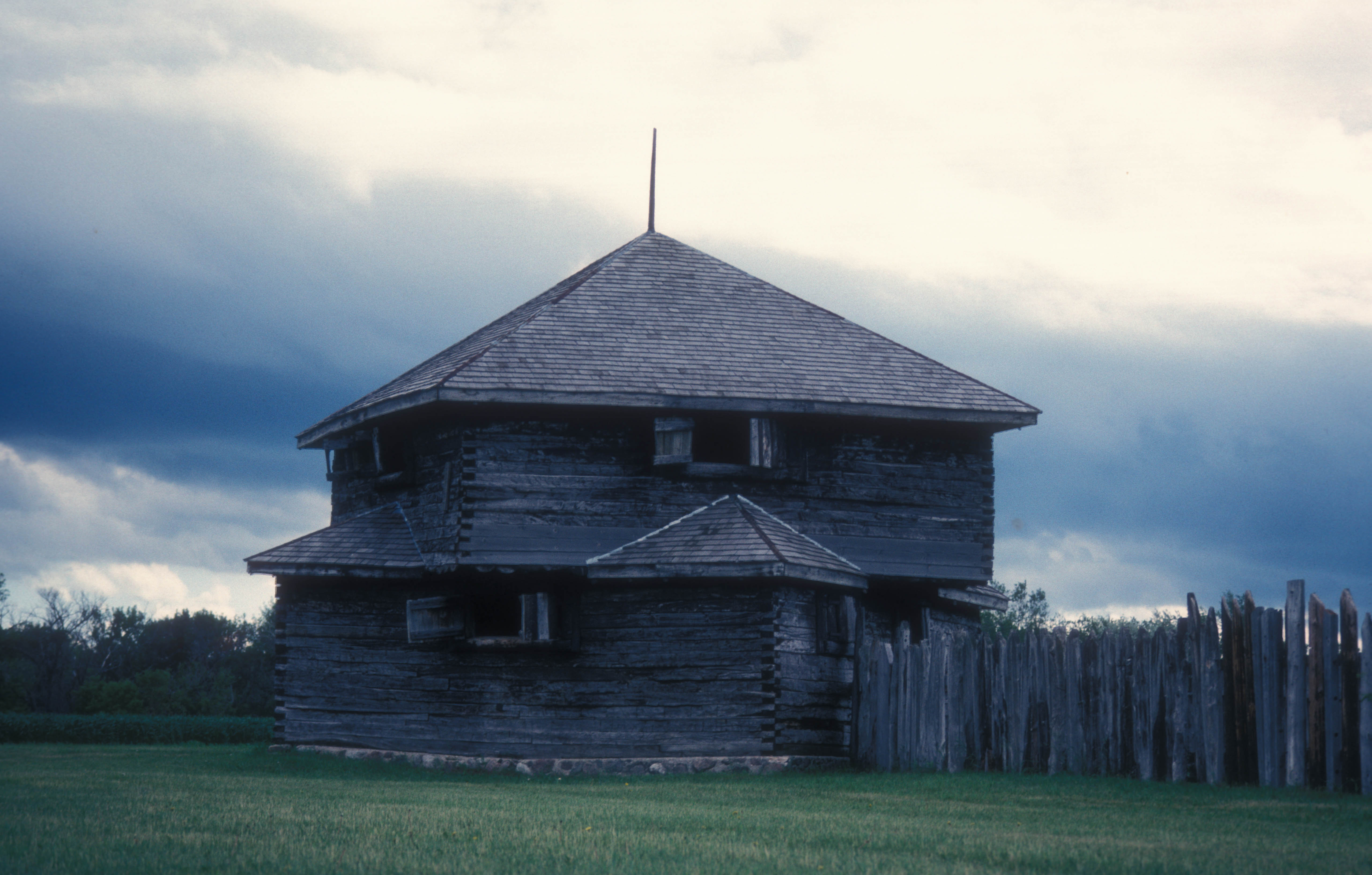
Fort Abercrombie

Fort Abercrombie – jeden z licznych fortów Armii Amerykańskiej powstałych w drugiej połowie XIX wieku na terytorium Dakoty.

## Historia
Fort został założony 28 sierpnia 1858 roku na brzegach rzeki Red River przez pułkownika Johna J. Abercrombie. Ze względu na zagrożenie powodziowe fort został w roku 1860 przeniesiony w górę rzeki, gdzie - jako jedyny posterunek armii - przetrwał 6-tygodniowe oblężenie wojowników plemienia Dakotów w 1868 roku.
Fort Abercrombie był punktem zaopatrzeniowym dla osadników dążących w kierunku granicy z Montaną. Został porzucony w roku 1877. W czasach dzisiejszych znajduje się tam niewielkie muzeum ze zrekonstruowaną palisadą i budynkami.
Muzeum jest czynne przez cały rok.